# Википедия на упрощённом английском языке
Википе́дия на упрощённом англи́йском языке́ (англ. Simple English Wikipedia) — раздел Википедии для читателей, которым удобнее использовать упрощённый английский.
В частности, этот раздел можно использовать для учебного чтения при изучении английского языка, для выполнения домашнего задания и для внеклассного чтения. Как правило, статьи в этом разделе Википедии представляют собой значительно упрощённые и укороченные варианты статей английской Википедии. Они содержат более простую лексику и грамматику, чем оригинальная английская Википедия.
Существование данного раздела Википедии вызывало нарекания, так как в некотором смысле «упрощённого английского» не существует. Однако в ходе обсуждения участниками Википедии было решено продолжить работу над проектом.

## История и особенности раздела
Проект был запущен в 2001 году. Simple English Wikipedia — это англоязычный раздел онлайн-энциклопедии Википедия, написанный, в основном, на бейсик-инглише и специальном английском. Это одна из пяти википедий, написанных на английском языке, остальные: собственно Английская Википедия, Питкерн-Норфукская Википедия, Шотландская Википедия и Древнеанглийская Википедия. Целью проекта является предоставление энциклопедии «людям с различными потребностями: студентам, детям, взрослым с трудностями в обучении и людям, изучающим английский язык».
Статьи в Википедии на упрощённом английском языке, как правило, короче, чем их аналоги из Английской Википедии, и обычно содержат только базовую информацию: Тим Доулинг из газеты The Guardian пояснил, что «версия Simple English имеет тенденцию придерживаться общепринятых фактов». Интерфейс также упрощён; например, ссылка «Random article» (Случайная статья) из английской Википедии заменена ссылкой «Show any page» (Показать любую страницу); пользователям предлагается «менять» (change), а не «редактировать» (edit) страницы; нажатие на красную ссылку показывает сообщение «Страница не создана» (Page not created), а не обычное «Страница не существует» (Page does not exist). В проекте используется всего около 1500 общеупотребительных английских слов, и он основан на базовом английском, вспомогательном международном языке из 850 слов, созданном Чарльзом Кей Огденом в 1920-х годах.
Содержание Википедии на упрощённом английском языке делает её идеальным инструментом для начинающих изучать английский язык. Упрощённые синтаксис и лексика, хотя и приводят к частичной потере информации, делают её легкой для понимания. Материал из Википедии на упрощённом английском языке лежит в основе проекта One Encyclopedia per Child, запущенного американской некоммерческой организацией One Laptop Per Child.

## Статистика
26 июля 2006 года Википедия на упрощённом английском достигла 10 тысяч статей, на 30 апреля 2011 года она имела 70 133 статьи, больше двухсот тысяч страниц и почти три миллиона правок.
29 мая 2013 года количество статей в разделе превысило сто тысяч.
16 декабря 2021 года количество статей в разделе превысило двести тысяч.
По состоянию на 10:22 (UTC) 16 июля 2025 года раздел содержит 271 052 статьи, занимая по этому параметру 43-е место среди всех языковых разделов.
В разделе зарегистрировано 1 617 711 участников, 22 из них имеют статус администратора; 1363 участника совершили какие-либо действия за последние 30 дней; общее число правок за время существования раздела составляет 10 371 621.
Данный раздел использует принцип добросовестного использования (fair use). В настоящее время общее количество загруженных в раздел файлов составляет 36.